# تتراهیدروفوران
تتراهیدروفوران (به انگلیسی: Tetrahydrofuran) یک ترکیب شیمیایی با شناسه پاب‌کم 8028 است. شکل ظاهری این ترکیب، مایع بی‌رنگ است.